# Pembagrönduva
Pembagrönduva (Treron pembaensis) är en fågel i familjen duvor inom ordningen duvfåglar.

## Utseende och läte
Pembagrönduvan är en rätt liten (25 cm) trädlevande duva. Adulta fåglar är mattgröna med grått på huvud, hals och undersida. På ovansidan syns en stor purpurfärgad skulderfläck. På undergumpen och undre stjärttäckarna är den vågigt bandad i gröngult, kastanjebrunt och gräddvitt. Ungfåglar är mer dämpade i färgerna och saknar skulderfläck. Lätet liknar afrikansk grönduva men är något mjukare. Det tre- eller fyrdelade lätet består av serier med flöjtande visslingar eller drillar, uppblandade med stönande och morrande ljud. Även rätt dämpade kluckande ljud kan höras.

## Utbredning och status

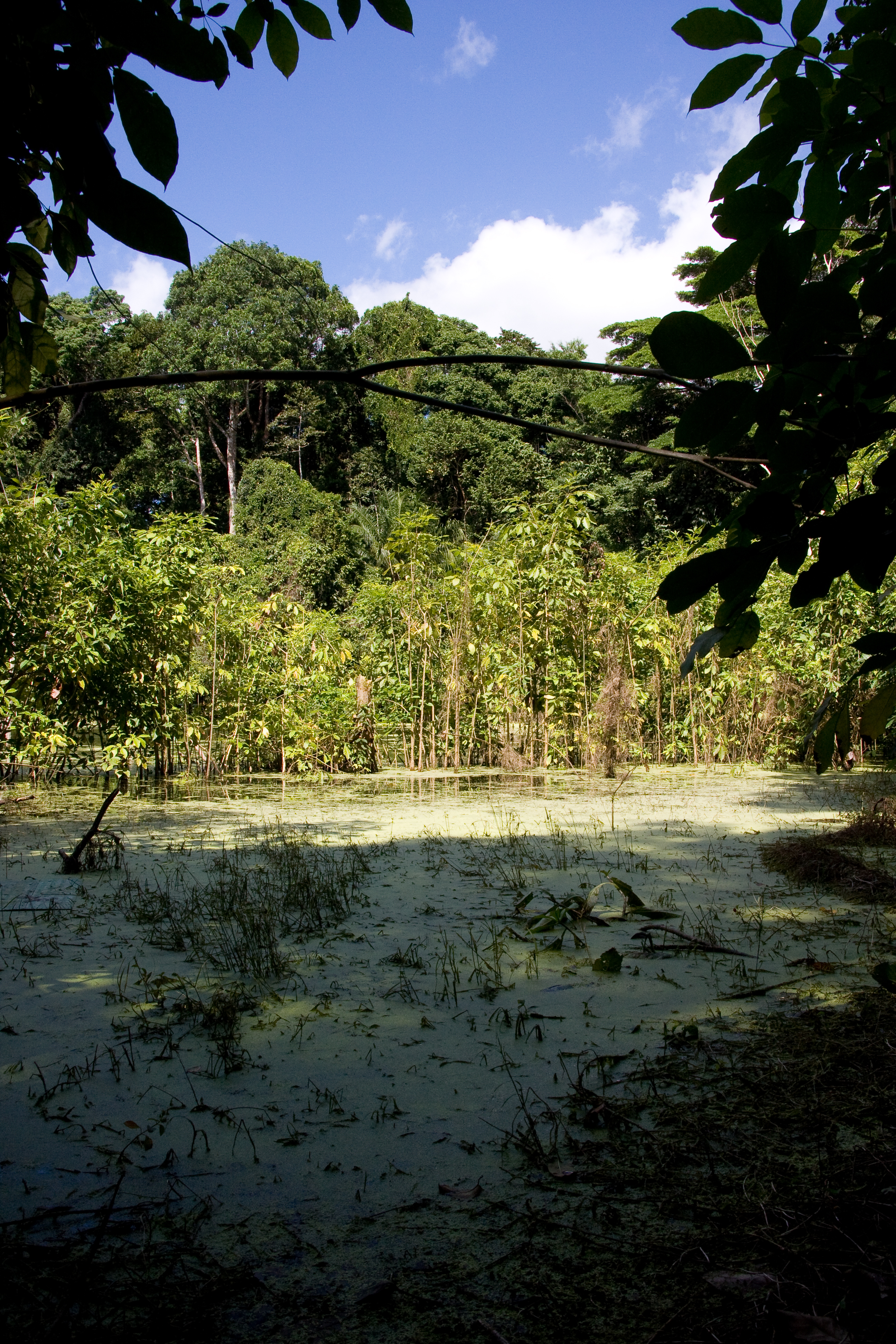
Skogsreservatet Ngezi är en av lokalerna där pembagrönduvan håller till.

Pembagrönduvan förekommer enbart på Pembaön, utanför Tanzanias kust. Den har en liten världspopulation bestående av uppskattningsvis endast 2 500–10 000 vuxna individer. Arten tros också minska i antal till följd av habitatförlust. Den är därför upptagen på internationella naturvårdsunionen IUCN:s röda lista över hotade arter, kategoriserad som sårbar (VU).